# Lepismium monacanthum
Lepismium monacanthum és una espècie vegetal del gènere Lepismium de la família de les cactàcies.

## Descripció
Lepismium monacanthum creix de forma epífita i arbustiva amb tiges molt ramificades, inicialment verticals, posteriorment penjants. Els segments de les tiges són aplanats a triangulars tenen fins a 45 centímetres de llarg i entre 2 a 3 centímetres d'amplada. Les vores són serrades. Les arèoles són llanoses de color groguenc, tenen una o dues espines negres fortes i penetrants de 6 a 10 mil·límetres de llarg.
Les flors són de color taronja apareixen lateralment prop de les puntes dels brots. Tenen fins a 1,5 centímetres de llarg. El pericarpel és glabre. Els fruits són esfèrics i són de color taronja a rosa clar.

## Distribució
Lepismium monacanthum es troba al sud-est dels departaments bolivians Cochabamba, Chuquisaca, Santa Cruz i Tarija i estès al nord-oest de l'Argentina a les províncies de Jujuy i Salta a altituds de 300 a 2000 metres.

## Taxonomia
Lepismium monacanthum va ser descrita per Wilhelm A. Barthlott i publicat a Bradleya; Yearbook of the British Cactus and Succulent Society 5: 99. 1987.
Etimologia
Lepismium : nom genèric que deriva del grec: "λεπίς" (lepis) = "recipient, escates, apagat" i es refereix a la forma en què en algunes espècies les flors es trenquen a través de l'epidermis.
monacanthum: epítet llatí d'origen grec que significa "amb una espina"
Sinonímia
- Rhipsalis monacantha``[3] Griseb. (1879) (basiònim)
- Acanthorhipsalis monacantha (Griseb.) Britton & Rose (1923)
- Pfeiffera monacantha (Griseb.) P.V.Heath (1994).